# حامد آقايي
حامد آقايي (بالفارسية: حامد آقایی) هو لاعب كرة قدم إيراني في مركز الدفاع، ولد في 27 سبتمبر 1997 في أردبيل في إيران. لعب مع نادي برسبوليس.

## وصلات خارجية
- حامد آقايي على موقع قاعدة بيانات كرة القدم.إي يو (الإنجليزية)
- حامد آقايي على موقع Soccerway.com (الإنجليزية)